# مامادو تونكارا
مامادو تونكارا (بالفرنسية: Mamadou Tounkara) (19 يناير 1996 ببلانيس في إسبانيا - ) هو لاعب كرة قدم سنغالي في مركز الهجوم. لعب مع نادي ساليرنيتانا ونادي كروتوني ونادي لاتسيو.

## روابط خارجية
- مامادو تونكارا على موقع قاعدة بيانات كرة القدم.إي يو (الإنجليزية)
- مامادو تونكارا على موقع Soccerway.com (الإنجليزية)
- مامادو تونكارا على موقع عالم كرة القدم.نت (الإنجليزية)
- مامادو تونكارا على موقع AS.com (الإسبانية)